# Bardun
Barduner är på större segelfartyg och vissa moderna segelbåtar linor eller vajrar som går från de övre delarna av masterna, via bardunspridare, ner till båtens sidor för att stödja masterna.
På segelfartygen fästs bardunerna i toppen av varje stång (förlängningar av masten: märsstång, bramstång) och längst bak i röstet, akter om vanten, eller i ett skilt beslag i relingen. De benämns efter den del av masten de avser att stötta, till exempel förstängbardun (som stöttar fockmastens märsstång) eller storöverbrambardun (som stöttar stormastens överbram- eller röjelstång). Lovbardunen går via en klyka på salningshornet ner till röstet i lovart och ansätts med talja.
På en del moderna segelbåtar förekommer barduner som extra, spännbara vant riktade mer akteröver. De används för att ge riggen mer stadga vid kryss, men behöver kunna lösas för att inte vara i vägen för storseglet i lä, och behöver då alltså bytas vid stagvändning. På äldre båtar var det vanligt att bardunspännaren var bara ett handtag som det snabbt gick att lossa och spänna bara med att vända på det. På senare båtar sköts det vanligtvis med ett skot på vardera sidan.[källa behövs]